# Armani
A Giorgio Armani S.p.A., közismert nevén Armani, olasz luxus ruházati cég, amelyet Giorgio Armani és
Sergio Galeotti alapított. A cég többek között ruhákat, cipőket, órákat, ékszereket, szemüvegeket, berendezési tárgyakat és kozmetikai cikkeket árul. A cég több márkanév alatt dolgozik: Giorgio Armani Privé, Giorgio Armani, Armani Collezioni, Emporio Armani (EA7), Armani Jeans, Armani Junior és Armani Exchange. 2016-ban a cég bevétele 2,65 milliárd dollár volt. 2017-ben Giorgio Armani bejelentette, hogy bezárják az Armani Collezioni és Armani Jeans ágazatokat. Az Armani Collezioni beleolvadt a Giorgio Armani márkába, az Armani Jeans pedig az Emporio Armanival együtt jelenik meg a hasonló stílus miatt.
Giorgio Armani együttműködik az Emaar Properties céggel, luxushoteleket építve világszerte, olyan városokban, mint Milánó, Párizs, New York, London, Hongkong, Los Angeles, Tokió, Sanghaj, Szöul és Dubaj. Ezek mellett kávézókat és bárokat is működtet a vállalat.

## Márkák

### Giorgio Armani
A Giorgio Armani márka ruházatokat, parfümöket és szemüvegeket gyárt. 2016-ban a cég befejezte az állatbőrök használatát kollekcióiban.
A kollekció egyike azon márkáknak, amelyek helyet kapnak a milánói divathéten.

### Emporio Armani
Az Emporio Armani a cég második márkája. Az Emporio Armani modern trendekre koncentrál és a Giorgio Armani mellett az egyetlen Giorgio Armani által tervezett márkája a cégnek, amely kész, tömeggyártott ruhákat készít. A márkának van helye minden évben a milánói divathéten.
David Beckham az Emporio Armani négy alsónemű kampányában is szerepelt 2008-tól 2010-ig, míg 2009-ben kétszer Victoria Beckhammel.
2010 januárjában Cristiano Ronaldo és Megan Fox lettek az Emporio Armani testei és arcai. 2011-ben Fox helyét Rihanna, Ronaldo helyét pedig Rafael Nadal vette át. Ezt követően a cég közreműködésbe lépett a Reebokkal, hogy készítsenek cipőket az EA7 márkanév alatt. 2019-ben kiadtak egy hirdetéskampányt Shawn Mendes közreműködésével, amelyben felhasználták az énekes In My Blood című dalát.
A márkának vannak boltjai többek között a további városokban: Toronto, Oslo, Frankfurt, Ammán, Bahrain, Dzsidda, Bogotá, Miami, Tokió, Amszterdam, Madrid, Chicago, Párizs, London, Glasgow, Los Angeles, Houston, Mexikóváros, Jakarta, Kuala Lumpur, Milánó, Barcelona, Buenos Aires, Isztambul, Tel-Aviv, Sydney, Dubaj, Dakka, Lima, Szöul, Szingapúr, Bangkok, New York, São Paulo, Bécs, Delhi.

### Armani Collezioni

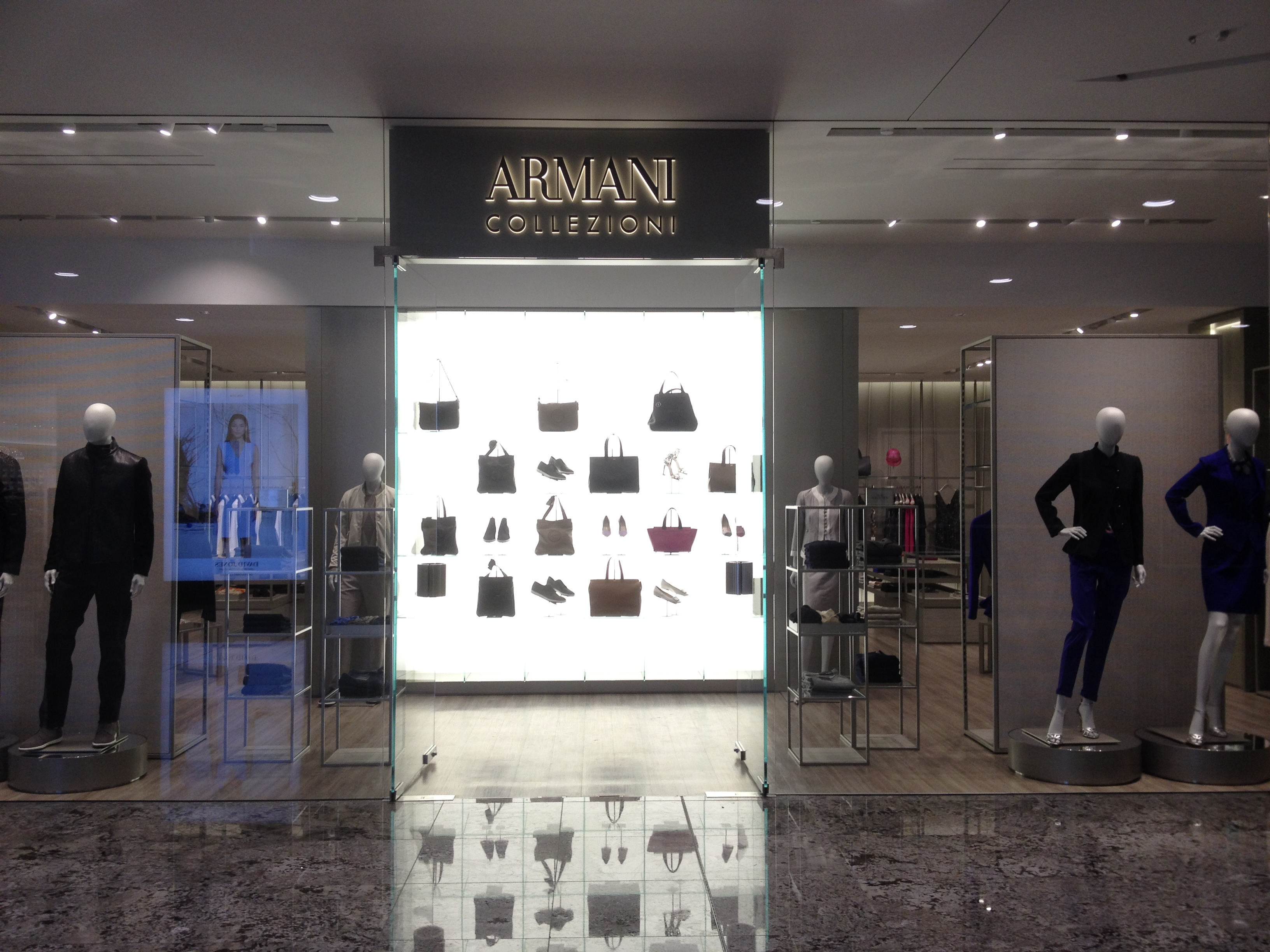
Egy Brisbane-i Armani Collezioni bolt

Az Armani Collezioni (korábban: Giorgio Armani Le Collezioni) az Armani alacsonyabb árú márkája volt. A logója fekete betűkkel volt írva, fehér háttéren. A márka árult testre szabható öltönyöket és ingeket. A milánói és párizsi üzletein kívül meg lehetett találni általában más áruházakban is, míg az Giorgio Armani és Emporio Armani általában csak saját üzleteiben megtalálható. Az Armani Collezioni Active volt a márka sportágazata.

### Armani Exchange

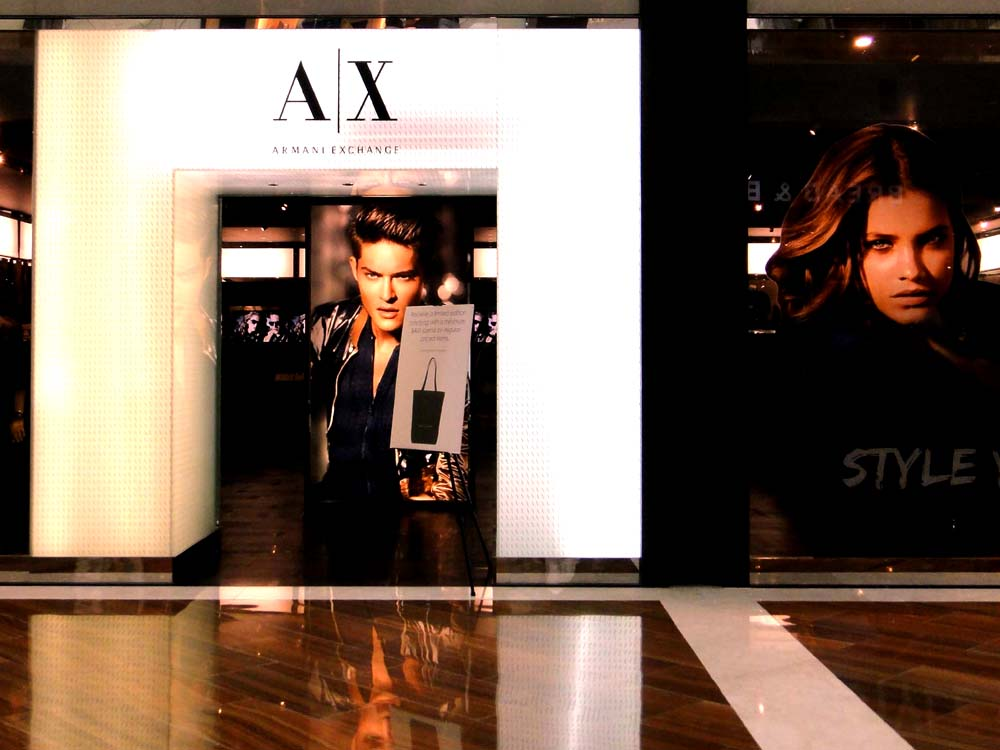
Egy Armani Exchange bolt Szingapúrban.

Az A|X Armani Exchange 1991-ben indult el az Egyesült Államokban, a könnyebben elérhető Armani márkaként népszerűsítették.
1994 óta Ong Beng Seng, a Como Holdings tulajdonosa foglalkozik a márka gyártásának elvégzésével. 2005-ben nyitottak közös céget, Presidio Holdings Ltd néven, amely kiszolgálja az Armani Exchange-t az Egyesült Államokban, Kanadában, Közép-Amerikában, Dél-Amerikában és Ázsiában is.
Eredetileg az Armani a Presidio Holdings 25%-ának volt a tulajdonosa, majd 2008-ban újabb 25%-ot vásároltak meg a Como Holdingstól. 2014-ben felvásárolták a fennmaradó 50%-ot, hogy a márka 270 boltja teljesen Armani kéz alatt legyen.

### Armani Junior
Az Armani Junior a cég gyermekeknek gyártott ruházatmárkája, amely 1979-ben indult el. Babaruhákat, kiegészítőket, pólókat, öltönyöket, pulóvereket, cipőket, sapkákat, ingeket és öveket is árulnak. Világszerte 167 boltja van, amelyek csak az Armani Junior márkát árulják. Ezek mellett kapható az Armani/Casa, Armani Jeans vagy Emporio Armani boltokban is. 2014 májusában Quvenzhané Wallis lett a márka arca.

### Armani/Casa
Az Armani árul berendezési tárgyakat is, Armani/Casa márkája alatt. 2000-ben alapították, Milánóban nyílt meg az első bolt. Kritikusok a márkát „elegáns és kicsit retró”-nak nevezték.
A kollekcióban együttműködnek a Rubelli és Molteni Group cégekkel. A Casa név alatt még két márka létezik, a konyhaberendezéseket áruló Armani/Dada és a fürdőszobabútorokat áruló Armani/Roca.
Ezeket a berendezéseket használják az Armani Hotelekben is, illetve a 2013-as Paranoia film díszletén is a cég dolgozott.

### Armani/Fiori

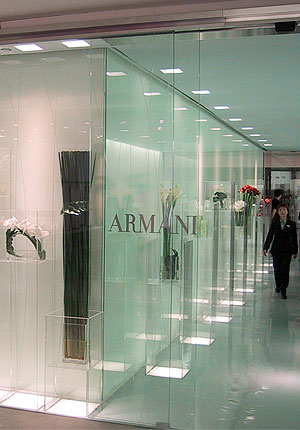
Armani/Fiori üzlet Hongkongban.

Az Armani/Fiori az Armani virágárus márkája. 2000 óta aktív világszerte, független virágüzletekben és Armani boltokban.
A használt virágok az Armani/Fiori-csokrokban főként Hollandiából származnak. A márka orchideákat, illetve egzotikus és tropikus virágokat használnak olyan hagyományosabb típusok mellett, mint a hortenzia, a rózsa vagy a bazsarózsa. Minden kollekciót Giorgio Armani tervezett, "ázsiai érzést" akart átadni dizájnjaival. Ezek mellett az Armani/Fiori árul vázákat, cserepeket, gyertyákat és lámpásokat. A leggyakrabban használt alapanyagok a kollekcióban: alabástrom, fekete márvány és lakkozott fa. A készítményeket az Armani Hotelekben is használják.

### Armani/Hotels
Giorgio Armani és az Emaar Properties PJSC 2005-ben írt alá egy megegyezést legalább hét luxushotelre Armani név alatt. Az Armani a hotelek berendezéséért és a stílusukért volt felelős. Az Armani Hotelt 2010. április 27-én nyitották meg a Burdzs Kalifában, a felhőkarcoló alsó 39 emeletéből áll. Ezek mellett Giorgio Armani tervezte az Armani Residences berendezését, az Armani/Casa és az Armani/Fiori kollekciókkal.